# Campo di concentramento di Haidari

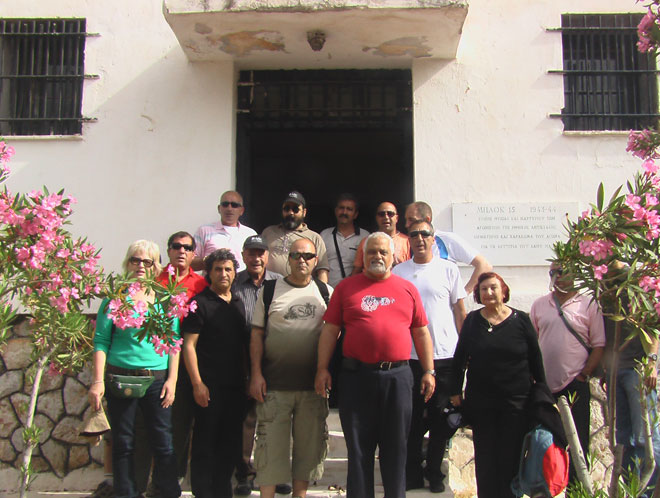
Sopravvissuti del campo e familiari davanti all'edificio Block 15

Il campo di concentramento di Haidari (in greco: στρατόπεδο συγκέντρωσης Χαϊδαρίου; in tedesco: KZ Chaidari) fu un campo di concentramento gestito dalle SS nel sobborgo ateniese di Haidari, durante l'occupazione dell'Asse. Attivo dal settembre 1943 fino alla chiusura nel settembre 1944, fu il più grande e famigerato campo di concentramento greco in tempo di guerra, diventando noto come la "Bastiglia di Grecia".
Fu un campo di transito istituito sul terreno di una caserma dell'esercito greco, si stima che in un anno di attività siano transitate circa 21000 persone, inclusi ebrei, prigionieri di guerra italiani e prigionieri politici greci. La maggior parte di questi fu trasportata nel nord Europa, ad Auschwitz nel caso degli ebrei, o ai lavori forzati in Germania, mentre gli altri furono arrestati per essere interrogati dalla Gestapo. Si stima che circa 2000 detenuti furono giustiziati durante le operazioni del campo.

## Istituzione del campo
Dopo l'invasione tedesca della Grecia nell'aprile 1941 e fino al settembre 1943, la maggior parte del territorio fu sottoposto all'occupazione italiana. Gli italiani si servirono delle prigioni greche prebelliche per ospitare un gran numero di prigionieri politici e stabilire un discreto numero di campi di concentramento nel sud della Grecia. Quando le sorti della guerra si capovolsero contro l'Asse nella primavera del 1943, gli italiani decisero di trasferire i detenuti in luoghi più sicuri e quindi dalle carceri di Acronauplia e Trikala furono trasferiti a Larissa. Il crescente movimento della resistenza greca nelle campagne li costrinse a trasportarne un gran numero in Attica. Il 29 agosto 1943, 600 prigionieri, di cui 243 comunisti imprigionati già prima della guerra dal regime Metaxas, furono inviati da Larissa ad Atene. Arrivarono il 3 settembre e furono alloggiati nella caserma di Haidari. All'inizio il regime nel campo fu piuttosto accomodante: furono consentite le visite e l'invio della posta, i detenuti non furono confinati nelle loro stanze e non dovettero svolgere lavori manuali. Il controllo italiano su Haidari fu però di breve durata: l'8 settembre l'Italia si arrese agli Alleati e dal 10 settembre i tedeschi controllarono il campo.

### Descrizione
Il campo fu originariamente costruito come caserma militare, anche se mai del tutto completata. Le sue strutture furono saccheggiate nel 1941, per questo si trovò in cattive condizioni quando i primi prigionieri iniziarono ad arrivare all'inizio di settembre 1943, e la situazione peggiorò ulteriormente nei mesi a venire, quando il campo passò sotto il controllo tedesco.
Il campo fu costruito con una forma approssimativamente rettangolare, circondato da un triplo recinto di filo spinato, con torri di guardia ogni 200 m. Il cancello del campo fu sul lato occidentale della recinzione. La maggior parte degli edifici furono raggruppati nella metà settentrionale del campo. Lì si trovarono i blocchi da 1 a 4, costruiti in linea sfalsata verso est: si trattò di caserme a due piani, divise in due sezioni uguali ma separate, occidentale e orientale, con ingressi separati per ciascuna sezione. Inoltre, l'angolo nord-est ospitò i magazzini, la mensa, i bagni (Blocco 16), dove si trovarono anche le celle di isolamento delle donne, le officine (Blocco 21) e la sede del campo (Blocco 20). Il famigerato Blocco 15, situato a est del quartier generale, fu la struttura per l'isolamento, con gli alloggi della guardia del campo e la mensa. Nell'angolo sud-est vi era l'ala femminile isolata (blocco 6). 
Sotto i tedeschi il primo piano ospitò le donne ebree, mentre il secondo piano fu riservato ai cristiani. In totale, oltre 300 donne cristiane e 2500 ebree passarono per Haidari a partire dal 7 dicembre 1943, comprese le eroine della Resistenza come Iro Konstantopoulou o Lela Karagianni (giustiziate rispettivamente il 5 e l'8 settembre 1944).

## Il controllo tedesco
Il nuovo comandante tedesco, il sergente Rudi Trepte, impose rapidamente un regime più rigido, con i prigionieri confinati nelle loro stanze nel tempo libero, e le visite furono limitate a una volta al mese. Nel frattempo, la popolazione del campo iniziò a crescere: 300 prigionieri di Kalamata arrivarono in ottobre e 400 furono trasferiti dalle prigioni di Averof all'inizio di novembre. Tuttavia, Trepte e i suoi due traduttori greci furono presto arrestati dalla Gestapo, per ragioni sconosciute. Dopo pochi giorni, il campo passò sotto l'autorità delle SS, e dello Sturmbannführer Paul Radomski.
Radomski fu un "vecchio combattente" (Alter Kämpfer) del partito nazista e uno dei primi compagni del temuto capo della sicurezza Reinhard Heydrich ad Amburgo. Fu considerato brutale nei modi anche dai suoi compagni ufficiali delle SS. Il suo fascicolo personale lo citò come un uomo "primitivo", e come comandante del campo di concentramento di Syrec' vicino a Kiev istituì un regime di terrore, ordinando severe punizioni per le più piccole infrazioni e spesso sparando o frustando personalmente i detenuti, un'abitudine che portò avanti ad Haidari.
Sotto Radomski, i detenuti del campo vennero messi a lavorare in due turni di quattro ore ogni giorno tranne la domenica. I detenuti furono divisi in gruppi di 100 uomini, con un centurione responsabile di ciascuno. Tuttavia, il lavoro non fu destinato ad alcuno scopo produttivo, ma semplicemente a spezzare il morale dei prigionieri: vennero fatte scavare buche per poi riempirle, così come costruire muri per poi abbatterli.
Un resoconto del testimone oculare Constantine Vatikiotis, arrestato il 26 ottobre 1943, descrive Radomski che giustiziò personalmente un prigioniero ebreo chiamato Levy, di fronte agli altri prigionieri, "per aver tentato di fuggire il giorno del suo arresto". Questa esecuzione dovette servire non solo come monito per gli altri ma per "tenere i detenuti in costante paura per la loro vita". Vatikiotis stimò che nei pochi mesi in cui si trovava ad Haidari furono giustiziate circa 2000 persone. Altri 300 morirono a causa delle torture subite ad Haidari o nel quartier generale della Gestapo nel centro di Atene. Questi numeri inclusero 30 donne, 104 invalidi e 230 studenti.
Radomski fu sollevato dal suo incarico nel febbraio 1944, dopo aver minacciato di sparare al suo stesso aiutante mentre fu ubriaco, fu sostituito dal tenente Karl Fischer. Fischer invertì le politiche del suo predecessore: invece del trattamento brutale di Radomski, fece affidamento sugli informatori e le spie presenti tra i prigionieri. Nonostante l'atmosfera un po' rilassata, Fischer supervisionò anche il periodo di maggior attività nel campo: durante la primavera e l'estate del 1944, i tedeschi si impegnarono in continue razzie, blocchi e arresti di massa ad Atene, e la popolazione dei detenuti del campo raggiunse il picco a diverse migliaia in agosto, appena due mesi prima della liberazione. Diverse centinaia di persone catturate nei rastrellamenti furono poi trasportate in Germania per i lavori forzati.
Le politiche di rappresaglia tedesche videro anche un forte aumento delle esecuzioni, in particolare il caso dei 200 comunisti giustiziati il 1º maggio 1944 a Kaisariani come rappresaglia per l'imboscata e l'omicidio, da parte dei partigiani dell'ELAS, del generale tedesco Franz Krech a Molaoi in Laconia.
A marzo, i tedeschi imprigionarono diversi importanti politici, sospettati di tenere contatti con gli inglesi. Questi inclusero gli ex primi ministri Georgios Kaphantaris, Themistoklis Sophoulis e Stylianos Gonatas, tutti leader del Partito Liberale. Il capo della SiPo / SD di Atene Walter Blume, intendeva giustiziarli, insieme ad altri personaggi pubblici, poiché l'esercito tedesco si sarebbe ritirato, lasciando il paese in subbuglio. Alla fine, "la tesi del caos" di Blume fu respinta dai suoi superiori e i politici detenuti furono liberati all'inizio di settembre. Blume fu arrestato e condannato al processo agli Einsatzgruppen ma rilasciato nel 1953; morì nel 1977.

### Gli ebrei ad Haidari

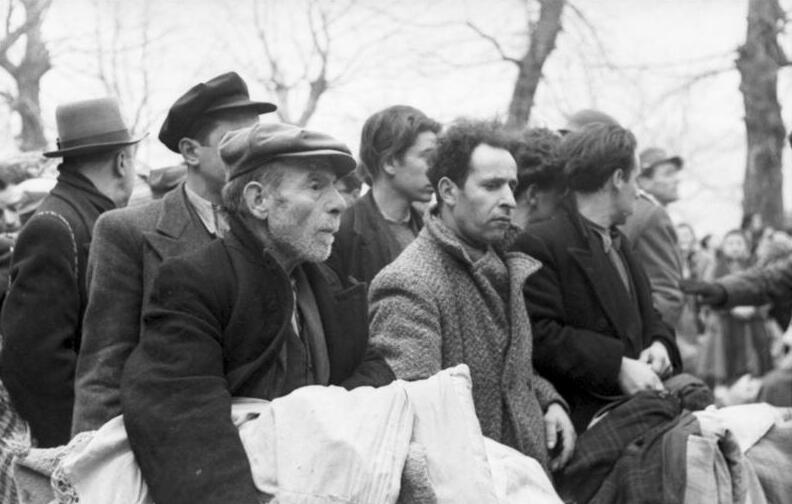
Ebrei durante la deportazione di Giannina il 25 marzo 1944. Quasi tutti gli ebrei deportati dall'ex zona italiana furono uccisi pochi giorni dopo il loro arrivo ad Auschwitz-Birkenau.

Anche se i tedeschi avevano già deportato gli ebrei di Salonicco, sotto la loro giurisdizione dal 1941, non si mossero immediatamente contro gli ebrei dell'ex zona italiana. I primi ebrei arrivarono ad Haidari il 4 dicembre 1943 e furono isolati nei sotterranei del Blocco 3. I primi arrivi di massa avvennero alla fine di marzo 1944, quando i tedeschi si mossero simultaneamente contro le comunità ebraiche in tutta la Grecia. In queste operazioni, Haidari fungeva da campo di transito principale verso i campi di sterminio dell'Europa centrale: il 23 marzo, da 700 a 1000 membri della comunità di Atene furono radunati e portati ad Haidari, nei giorni successivi altri 614 ebrei dell'Epiro e dalla Grecia occidentale, inclusi gli ebrei con passaporti stranieri. All'inizio di giugno arrivarono 1850 ebrei delle Isole Ionie e, fino al 1º agosto, 1700 ebrei di Rodi e del Dodecaneso. Tutte queste persone furono trasportati ad Auschwitz.

## Commemorazione nel dopoguerra
Dalla fine degli anni '40, il campo fu utilizzato dall'esercito greco, dove stabilì un'arma pesante di fanteria (ΚΕΒΟΠ) e una scuola di comunicazione (ΚΕΔ). In particolare, negli anni '50, il Blocco 15 fu nuovamente utilizzato come struttura di detenzione. In seguito alla sconfitta della sinistra nella guerra civile greca, la commemorazione pubblica dei luoghi associati alla Resistenza greca fu vietata. Haidari, fortemente associato ai 200 comunisti giustiziati il 1º maggio 1944, e alla base funzionante dell'esercito, fu quindi off-limits per diversi decenni. Solo negli anni '80, con la salita al potere del partito socialista PASOK e all'approvazione delle leggi sul riconoscimento della resistenza e sulla riconciliazione nazionale, il campo fu aperto agli eventi commemorativi annuali. Da allora il Blocco 15 fu dichiarato monumento nazionale e compare nel logo del comune di Haidari.